# Polypedilum kibatiense
Polypedilum kibatiense är en tvåvingeart som beskrevs av Maurice Emile Marie Goetghebuer 1936. Polypedilum kibatiense ingår i släktet Polypedilum och familjen fjädermyggor. Inga underarter finns listade i Catalogue of Life.